# Oakwood (Staten Island)
Oakwood es un vecindario ubicado en el centro este del borough de Staten Island, en la ciudad de Nueva York (Estados Unidos), cerca de South Shore. Está bordeado por Tysens Lane (norte); el Océano Atlántico (este); Parque Great Kills (sur); Kensico Street y Clarke Avenue (oeste). 
El vecindario tiene una línea de costa en la bahía de Lower New York ; el área costera a veces se conoce como Oakwood Beach y es el sitio de una instalación de tratamiento de aguas residuales. Bordeando esta instalación en el sur se encuentra la Unidad de Staten Island del Área Recreativa Nacional Gateway, también conocida localmente (y anteriormente, oficialmente) como Great Kills Park.
El código postal de Oakwood es 10306, cuenta con una oficina de correos en New Dorp, el vecino del norte de la comunidad.

## Historia
Dominada por tierras de cultivo en el área de las alturas y un centro turístico oceánico en el área de la playa hasta mediados del siglo XX, Oakwood comenzó la suburbanización cuando se propuso un túnel de Staten Island para conectarse con el metro de la ciudad de Nueva York. El desarrollo fue rápido después de que se inauguró el puente Verrazzano-Narrows en noviembre de 1964. Hoy, Oakwood es un vecindario de clase media de casas unifamiliares y bifamiliares y apartamentos con jardín, con importantes establecimientos comerciales a lo largo de Hylan Boulevard.
Oakwood Beach sufrió daños masivos durante el huracán Sandy a fines de octubre de 2012. Un año más tarde, debido a los daños y la baja elevación, a los propietarios de viviendas del vecindario se les dio la opción de compra total por parte del gobierno, lo que dejaría el área como una zona de amortiguamiento vacante para futuras tormentas.

## Puntos de interés
Los puntos de interés ubicados en Oakwood incluyen la Escuela Secundaria Monsignor Farrell y una serie de cementerios en el lado suroeste del vecindario, más notablemente el Parque Memorial Frederick Douglass, un cementerio afroamericano – una anomalía ya que muy pocos afroamericanos residen realmente en Oakwood o cualquier otro lugar. de los barrios que la rodean. La ciudad histórica de Richmond se encuentra inmediatamente al oeste.
Los bosques del cinturón verde ubicados a lo largo de Riedel Avenue tienen algunos artefactos de concreto (como un trozo de acera ubicado cerca del estanque en Riedel y Thomas Street), y ocasionalmente se pueden encontrar piezas de la Gran Depresión a lo largo de los senderos, como ladrillos, chimeneas o cimientos. de casas que alguna vez estuvieron ubicadas en la zona, cuando aún era rural. Los senderos a lo largo de Riedel Avenue, una vez planeados para Willowbrook Parkway, también contienen grandes rocas que se desprendieron del retiro de los glaciares durante la edad de hielo (aunque muchas están pintadas de rojo debido a los vándalos).

### Amundsen Circle
Amundsen Circle (oficialmente Captain Roald Amundsen Plaza) es una rotonda y 4249 m²   parque delimitado por Amboy Road, Clarke Avenue y Savoy Street. Amundsen Circle y el 7 km Amundsen Trail para corredores ambos conmemoran al explorador Roald Amundsen. El parque fue adquirido por la ciudad en 1928 y nombrado el 9 de julio de 1929. En el parque, hay una placa de piedra, erigida en 1933, cuando había una gran población noruega en Oakwood, por el Norsemen Glee Club de Staten Island y la Norwegian Singing Society of Brooklyn. El parque es mantenido por el Richmond Ever-Green Garden Club.

## Transporte público
El Ferrocarril de Staten Island sirve al vecindario en su estación del mismo nombre. El servicio de autobús de Oakwood Heights lo proporcionan los autobuses locales S57, S76, S78, S79 SBS y S86 y los autobuses expresos SIM1, SIM5, SIM6, SIM7, SIM9, SIM10 y SIM22.

## Galería

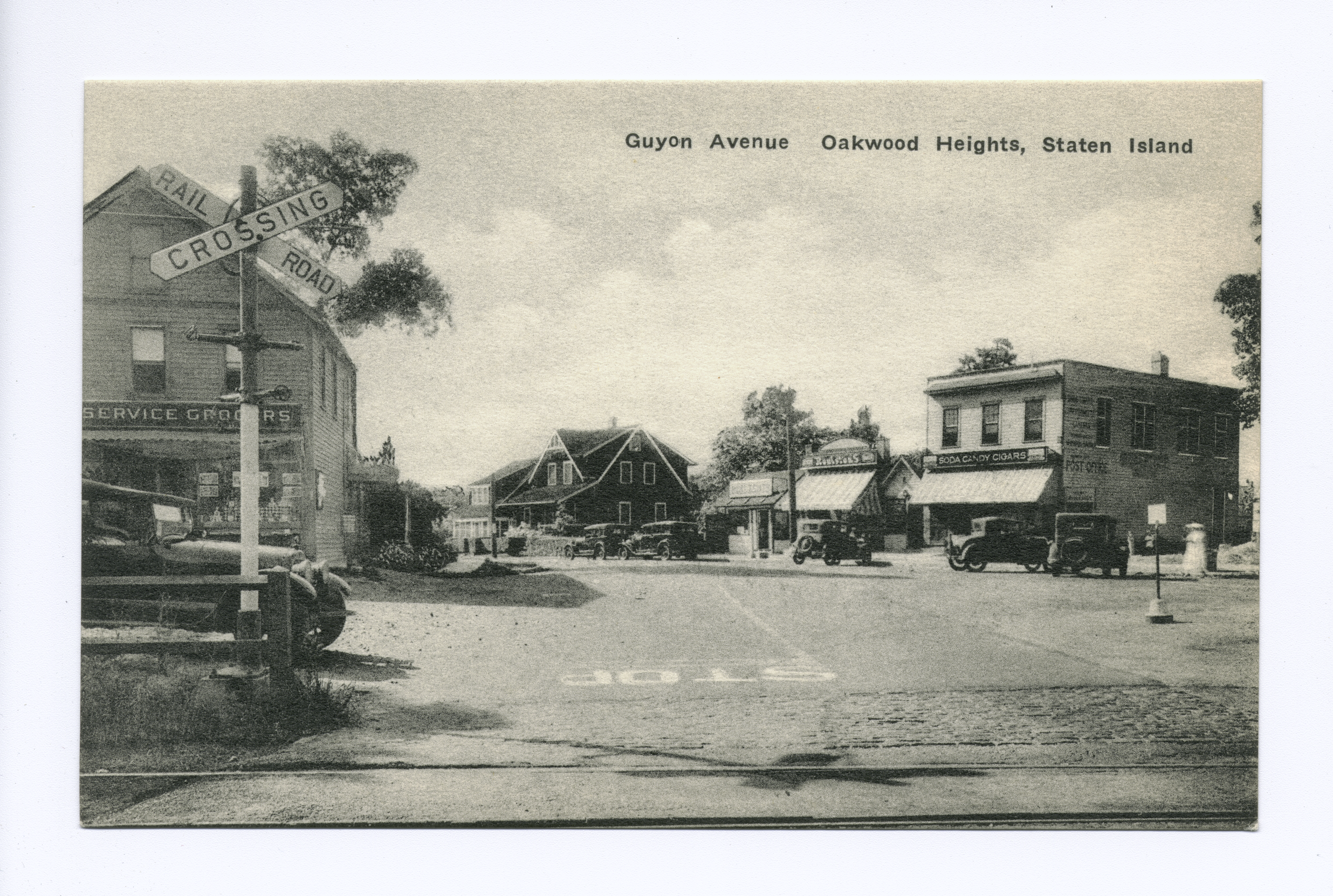
Guyon Avenue, Oakwood Heights, mediados del siglo XX
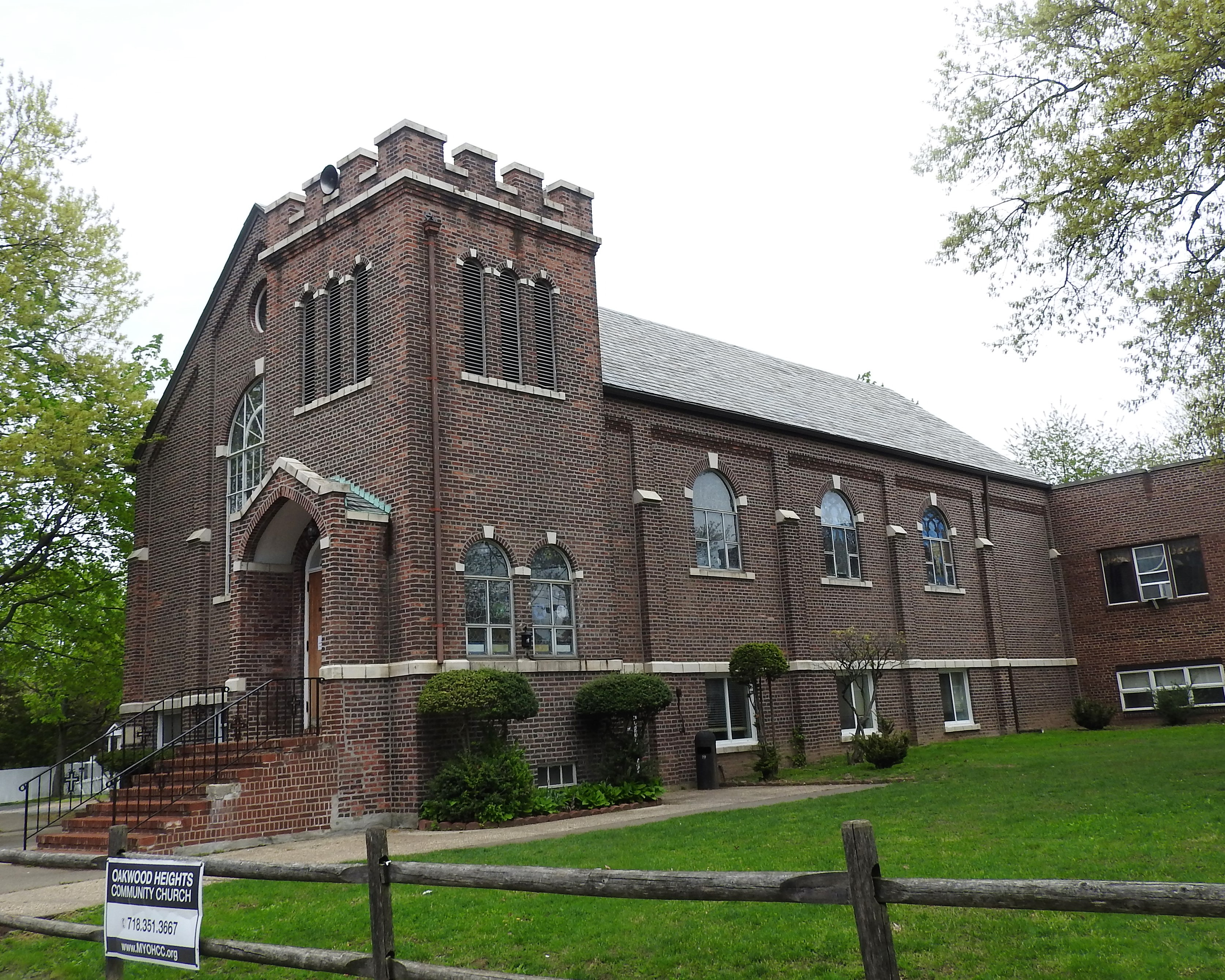
Iglesia comunitaria de Oakwood Heights
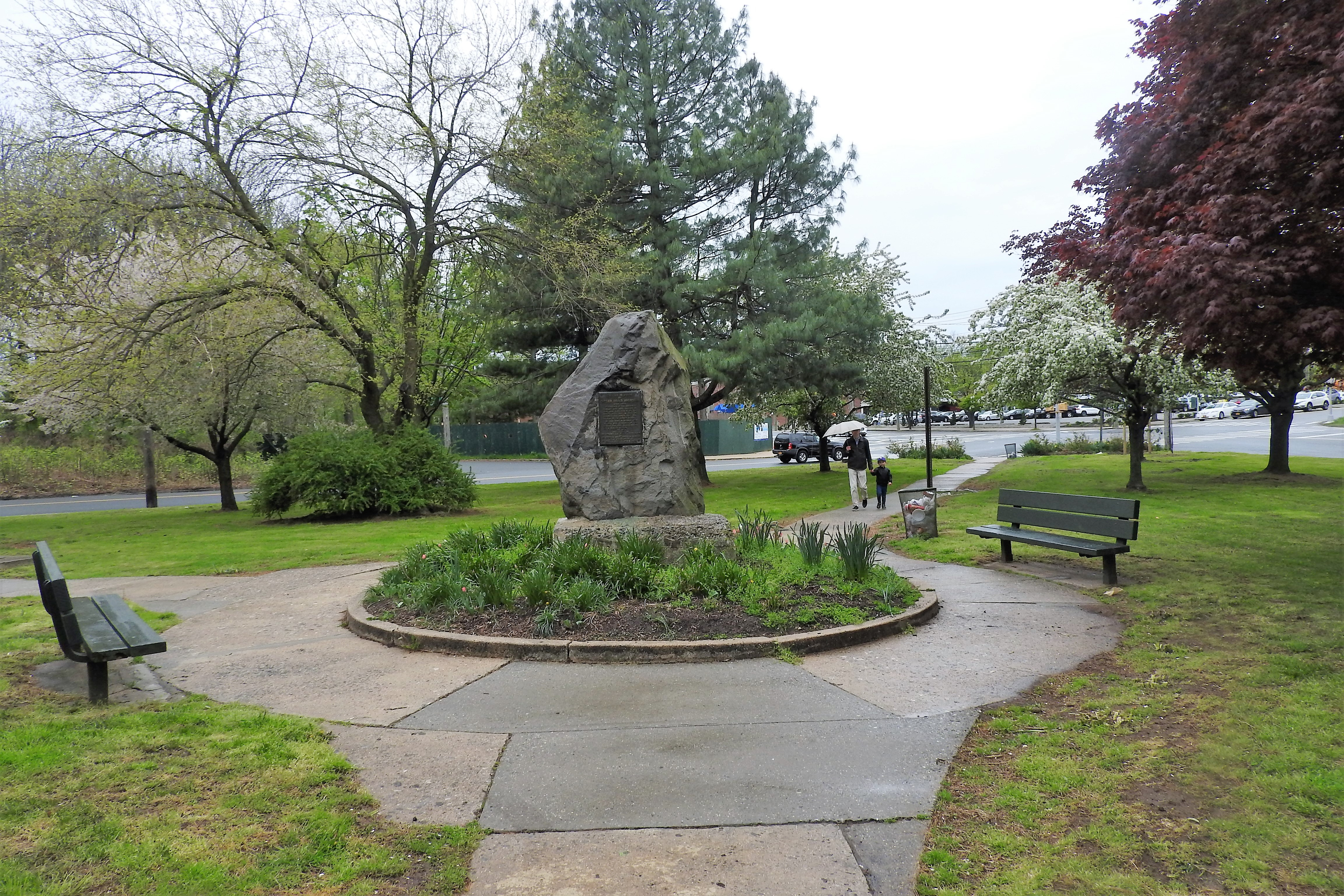
Monumento en el Amundsen Circle